# Girgi Dimitri Sursock
Pour les articles homonymes, voir Sursock.
Girgi Dimitri Sursock (1852-1913), est drogman au consulat général d’Allemagne à Beyrouth[Quand ?]. Il s’illustre dans les carrières littéraire et diplomatique. 

## Biographie
Fils de Dimitri Sursock et de Christine née Bustros, Girgi Dimitri Sursock naît à Beyrouth le 15 mars 1852, marié avec Marie Assad Zahar. La famille Sursock (en) est l’une des familles libanaises les plus notables, et celle de sa mère ne l’est pas moins ; toutes deux sont de confession orthodoxe. On sait peu de choses sur sa prime jeunesse, sinon que dans sa ville natale il a été l’élève des Jésuites. Il a huit ans au moment des événements de 1860, qui ont ensanglanté le Mont-Liban et la Damascène, et ont conduit les troupes françaises à intervenir pour y rétablir, puis maintenir la paix : c’est l’expédition française en Syrie. Girgi Dimitri Sursock restera marqué par l’empreinte que la France du Second Empire a laissée sur son jeune esprit. Vivant dans un pays arabophone, employé par une administration germanophone, il s’exprime avec autant d’aisance en arabe, sa langue maternelle, en allemand, en français en anglais, et, eu égard à ses responsabilités diplomatiques, en ottoman. Son don pour les langues justifie sa fonction de drogman, c’est-à-dire de chancelier-interprète, auprès du consul général allemand à Beyrouth.
Suivant l’exemple de plusieurs membres de sa famille, et motivé cependant par une recherche intellectuelle et spirituelle personnelles autant que par de fermes convictions humanistes, il est en 1874 initié en franc-maçonnerie. Il est membre de la loge Le Liban, à l’Orient de Beyrouth, dont il sera le « Vénérable » de 1891 à 1913. Prononçant un discours à l’occasion du 45e anniversaire de la loge Le Liban, il exprime toute son admiration pour ses frères maçons qui n’ont pas ménagé leurs forces en vue « d’assister les pauvres, de combattre l’ignorance, la superstition et le fanatisme.
Ses fonctions au consulat général alliées à sa facilité à lier amitié favorisent pour lui la fréquentation de personnalités habitant, travaillant ou passant seulement par le Liban. Il tisse autour de lui ce que l'historien Saïd Chaaya a appelé « un réseau par-delà les frontières » apte à promouvoir les diverses disciplines de l’orientalisme, science alors en plein essor, et à éclairer l’action diplomatique. Parmi ses relations les plus solides, on peut nommer Martin Hartmann (de), certainement son ami le plus intime, un temps lui aussi drogman à Beyrouth, grand orientaliste, philologue et topographe ; le chevalier Felix von Luschan, professeur de médecine et anthropologue, passionné d’archéologie ; Amin al-Rihani, écrivain et poète, défenseur du nationalisme arabe ; le comte Eberhardt Friedrich von Mülinen, diplomate et orientaliste.
En 1888, le sultan Abdülhamid II accorde à Girgi Dimitri Sursock, qui déjà a été honoré du titre de Bey, l’Ordre de l'Osmaniye (Nishani Osmani), qui récompense les services rendus à l’Empire. Jusqu’à sa mort dans la nuit du 6 avril 1913, alors qu’approche la Première Guerre mondiale, Girgi Dimitri Sursock reste un observateur critique d’un monde, dont il perçoit qu’il s’achemine vers de grands bouleversements.

## Œuvre
Girgi Dimitri Sursock est le seul membre de sa famille à avoir laissé une œuvre imprimée. Il entre dans la carrière littéraire, par la publication en 1876 d’un ouvrage intitulé تـاريـخ الـيـونـان (Tarikh al-Yunan), qui est une adaptation en arabe de l’Histoire grecque de Victor Duruy. Son succès auprès du public lui vaut plusieurs rééditions successives. Il continuera à publier livres et articles dans des journaux et revues, entre autres un livre dans lequel il défend les valeurs de la morale privée et politique, intitulé كتاب التعليم الأدبي (Kitab al-ta‘lim al-adabi, c’est-à-dire Livre de l’éducation morale), et à entretenir une correspondance suivie, en particulier avec Martin Hartmann. À celui-ci, d’autre part, il écrit avoir entrepris la traduction en arabe, restée inédite sinon plusieurs fragments publiés dans le mensuel cairote Albajān, d’au moins deux traités de Lucien de Samosate (IIe siècle), La Déesse égyptienne et Alexandre ou le faux prophète, satires dirigées contre la sottise des crédules.
Il faut replacer l’œuvre et l’action de Girgi Dimitri Sursock dans le cadre culturel qui a été le sien : la Nahda, c’est-à-dire la Renaissance. Les nouveaux textes législatifs promulgués par la Sublime Porte, l’effervescence intellectuelle qui va de pair avec la création de sociétés savantes et la fondation de journaux et de revues, liée au développement de l’imprimerie en arabe, les avancées techniques, tout cela induit une manière neuve de regarder le monde. Un certain nationalisme panarabe, qui met en valeur le concept d’arabité, l’accompagne. Girgi Dimitri Sursock, attentif aux ouvertures de la philosophie des Lumières qu’illustrent les travaux maçonniques dans les loges qui se multiplient au Proche-Orient, est un adepte du progrès, vecteur de modernité. Prononçant un discours à l’occasion du 45e anniversaire de la loge Le Liban, il exprime toute son admiration pour ses frères maçons qui n’ont pas ménagé leurs forces en vue « d’assister les pauvres, de combattre l’ignorance, la superstition et le fanatisme », et ainsi on comprend mieux son attrait pour Lucien. Dans sa correspondance, on le voit prêter attention à l’agrandissement du port de Beyrouth et la construction des voies de chemin de fer et des routes à travers les provinces arabes de l’Empire ottoman. On le voit aussi suivre de près les fouilles archéologiques et participer à l’expédition d’œuvres d’art destinées aux musées de Berlin. On le voit encore s’intéresser au chant et à la musique arabes, afin de fournir des éléments utiles à l’enseignement du Seminar für Orientalische Sprachen de Berlin, que dirige Martin Hartmann.
Girgi Dimitri Sursock est conscient que les changements qu’il observe dans la société, en Orient et en Occident, où il a voyagé, n’annoncent pas nécessairement le progrès qu’il appelle de ses vœux. Le traitement réservé aux Arméniens en Asie Mineure mais aussi en Syrie, par exemple, le bouleverse profondément. Sa position de drogman au consulat général, autant que son réseau de relations, font de lui un témoin privilégié de son époque, dont il rend compte dans ses écrits. Il vit les derniers temps des deux Empires à la jonction desquels il se trouve et agit : l’Empire ottoman, dont il est sujet, et l’Empire allemand, dont il sert la diplomatie.
Le poète Amin al-Rihani, son ami, estimera lors de ses obsèques que Girgi Dimitri Sursock « a vécu en homme libre, ne reconnaissant de maître que le devoir. Il est mort libre ne reconnaissant nul autre Seigneur que Dieu […] Nous avons perdu un homme vraiment capable, un ami si ardent qui travaille pour la vérité avec détermination et audace, et un prince des princes de la charité si grand, et un philosophe patient et reconnaissant dans l’adversité. »